# Фриц фон Унру
Фриц фон Унру (на немски: Fritz von Unruh) е немски писател и художник, автор на драми и романи. Основен представител на немския експресионизъм.

## Биография
Фриц фон Унру е роден през 1885 г. в Кобленц, Германия. Син на пруски генерал, той служи като офицер в императорската армия до 1912 г., когато напуска, за да се посвети на писането.
Две от най-ранните му творби, пиесата „Офицери“ („Offiziere“) (1911) и стихотворението „Преди решението“ („Vor der Entscheidung“) (1914), утвърждават антивоенните му убеждения и схващането, че социалният ред не трябва да се основава на авторитети, а на почтеността и отговорността на индивида към човечеството.
Литературното дело на Унру призовава за световен мир и братство. Сред по-забележителните му творби е „Саможертвата“ („Opfergang“) (1918) – ярък антимилитаристичен роман, написан по време на битката при Вердюн и публикуван след войната през 1919 г.
Унру е яростен противник на нацистката партия и създава няколко произведения, предупреждаващи за последствията от нацистката диктатура.
Напуска Германия през 1932 г. и отива във Франция, а по-късно емигрира в САЩ. Накрая през 1962 г. се завръща в Германия и умира през 1970 г. в град Диц на 85-годишна възраст.